# Josef Proksch (Komponist)

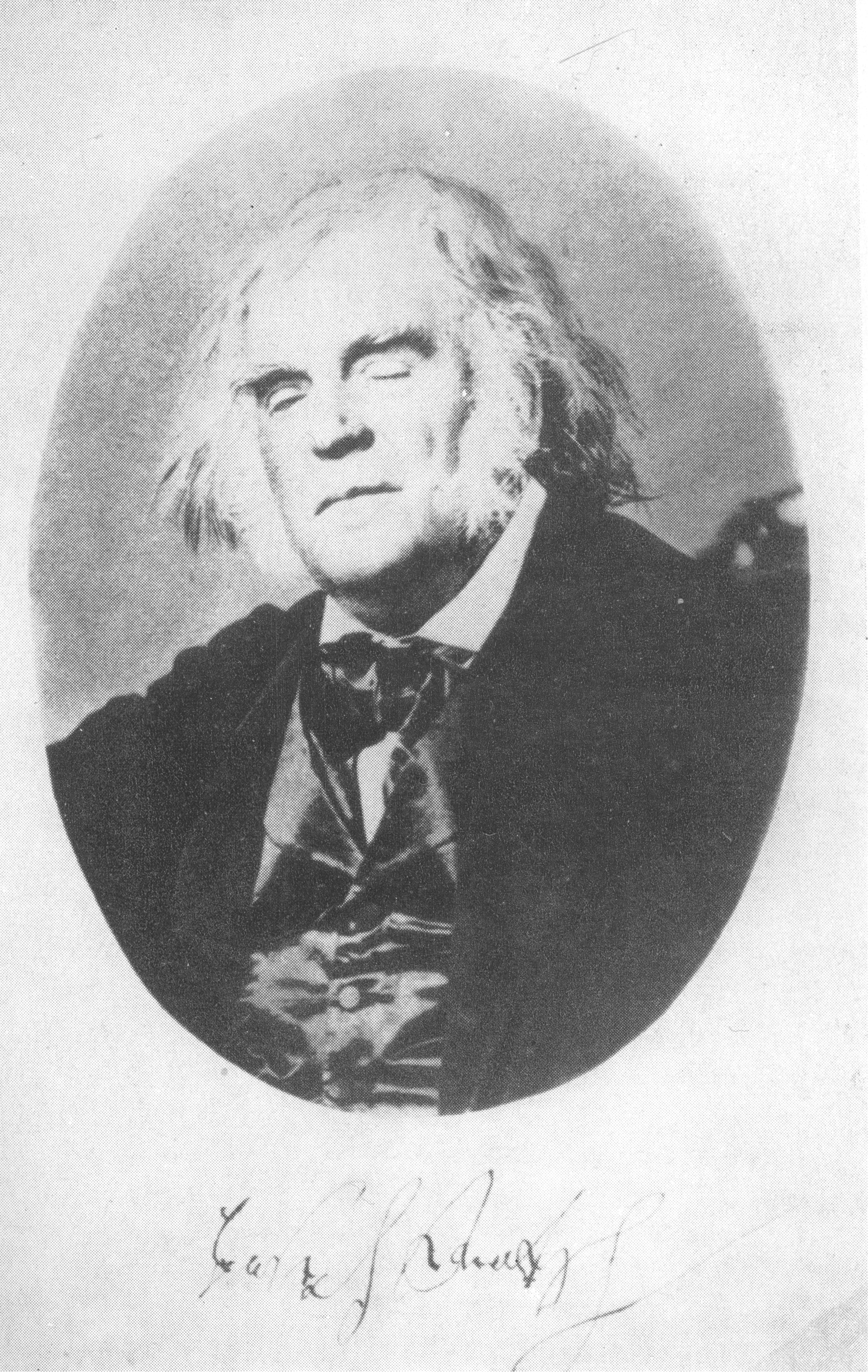
Josef Proksch

Josef Proksch (* 4. August 1794 in Reichenberg; † 20. Dezember 1864 in Prag) war ein deutsch-böhmischer Pianist, Organist, Komponist und Klavierpädagoge, Bruder des Anton Proksch (1804–1866).

## Leben
Er erblindete im Alter von dreizehn Jahren. Proksch war 1809–1816 Zögling des Prager Blindeninstitutes mit gleichzeitiger intensiven Ausbildung als Schüler von Jan Antonín Koželuh; anschließend ausgedehnte Konzertreisen im Ausland, 1825 Gründung einer Musiklehranstalt in Reichenberg.
Im Jahre 1830 eröffnete er in Prag die Musikbildungsanstalt. Die von ihm angewandte Lehrmethode des Simultanspiels mehrerer Schüler beim Klavierunterricht wurde mehr als einhundert Jahre fortgeführt und fand Nachahmung in der gesamten Monarchie. Sein berühmtester Klavier- und Musiktheorieschüler war Bedřich Smetana. Er war ein bedeutender Förderer des Prager musikalischen Lebens seiner Zeit.
Josef Proksch schrieb neben mehreren Lehrwerken für den Klavierunterricht ein Konzert für drei Klaviere, Klaviersonaten, Messen und Kantaten und bearbeitete zur Verwendung im Unterricht zahlreiche Orchesterwerke für vier bis acht Klaviere.
Sein Sohn Norbert Ludwig Proksch gestaltete 1883 als Organist die Eröffnung des Stadttheaters in Reichenberg. Seine Tochter Marie Proksch wurde als Pianistin und Komponistin bekannt.

## Schriften
- Versuch einer rationellen Lehrmethode im Pianoforte-Spiel, 1841–64, gleichzeitig tschechisch als Velka klavirni skola, 50 Tlc, 1894
- Allgemeine Musiklehre (2. Abt. 1957)
- Aphorismen über katholische Kirchenmusik nebst einem geschichtlichen Ueberblicke des gregorianischen Choralgesanges. Prag: Bellmann 1858
- Die Kunst des Ensembles im Pianoforte-Spiel, 7 Bände, 1859
- Kompositionen: Messen, Hymnen, Gradualien, Kantaten und Lieder, Bühnenmusik